# Enzianbrennerei L. Eberhardt

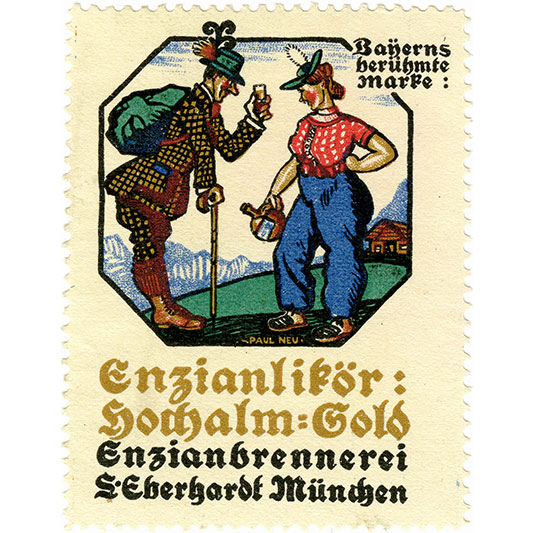
Werbemarke der Enzianbrennerei L. Eberhardt, entworfen von Paul Neu

Die Enzianbrennerei L. Eberhardt war die bedeutendste Enziandestillerie in Deutschland.
Lazarus Eberhardt (geb. 1849 in Maßbach) gründete 1879 in München die Enzianbrennerei. Nach seinem Tod im Jahr 1902 übernahm sein Sohn Sigmund (geb. 1878) das Unternehmen. In der Zeit des Nationalsozialismus wurde die Firma „arisiert“ und 1938 weit unter Wert verkauft. 
Völlig mittellos emigrierten Sigmund Eberhardt und seine Frau Gretchen 1939 in die USA. Nach dem Zweiten Weltkrieg kehrte Sigmund Eberhardt in die Bundesrepublik Deutschland zurück und konnte 1950 in einem Restitutionsverfahren seine Firma zurückerhalten. 1952 verkaufte er den Betrieb und übersiedelte endgültig in die USA, wo er 1957 starb. Noch bis 1969 stellte die Firma unter dem Namen L. Eberhardt Spirituosen her. 